# Co-op Live
Co-op Live（コープライブ）はイギリス・マンチェスターにある2024年5月14日落成のイギリス最大のアリーナ。最大収容人数は23,500人。2マイル離れているマンチェスター・アリーナより大きい。3億6500万ポンドの建設費を投じ完成した。2020年にコーペラティブ・グループは命名権を取得。同グループは組合員に同アリーナの先行抽選予約を行っている。
運営するオークビューグループはシティ・フットボール・グループと提携している。
こけら落としはピーター・ケイの予定だったが20日のプレイベントで電気系統の問題などから3度延期された。ザ・ブラック・キーズも同様。また同アリーナでライブを予定していたテイク・ザットもAOアリーナに変更して開催。また11月にはMTV EMAが当地で開催の他、7月27日にUFC 304が開催。2026年にはブリット・アワード、27年NBA公式戦が開催予定